# Капу-Корбулуй
Капу-Корбулуй (рум. Capu Corbului) — село у повіті Харгіта в Румунії. Входить до складу комуни Корбу.
Село розташоване на відстані 287 км на північ від Бухареста, 71 км на північ від М'єркуря-Чука, 149 км на захід від Ясс, 149 км на північ від Брашова.

## Населення
За даними перепису населення 2002 року у селі проживали 557 осіб.
Національний склад населення села:
| Національність | Кількість осіб | Відсоток |
| -------------- | -------------- | -------- |
| румуни         | 502            | 90,1%    |
| угорці         | 55             | 9,9%     |

Рідною мовою назвали:
| Мова      | Кількість осіб | Відсоток |
| --------- | -------------- | -------- |
| румунська | 503            | 90,3%    |
| угорська  | 54             | 9,7%     |